# Батіг Михайло Степанович
Миха́йло Степа́нович Баті́г (*6 жовтня 1965, Кармазинівка) — поет, журналіст, публіцист. Живе й творить на Тлумаччині.

## Біографічні відомості
Народився 6 жовтня 1965 року в селі Кармазинівка Сватівського району Луганської області. Зростав у селі Олеша, що на Івано-Франківщині.
Закінчив Кам'янець-Подільський педагогічний інститут. Працює кореспондентом Тлумацької районної газети «Злагода».

## Творчий набуток
Автор поетичних книжок, доробку Михайла є чотири таких збірки:
- «Спиною до образів» — (1997)
- «Країна п´яних пророків» — (2003)
- «Зірка і хрест»
- «Про синє море й січових стрільців» — (2011)

Переможець Міжнародного літературного конкурсу «Гранослов» та лауреат премії імені С. Руданського.